# Calau de Narcondam
El calau de Narcondam (Rhyticeros narcondami) és una espècie d'ocell de la família dels buceròtids (Bucerotidae) que habita els boscos de Narcondam, a les illes Andaman.